# 曼萨纳雷斯-埃尔雷亚尔
曼萨纳雷塞尔雷亚尔，是西班牙马德里自治区的一个市镇。总面积128平方公里，总人口4547人（2001年），人口密度36人/平方公里。